# Vincetoxicum austrokiusianum
Vincetoxicum austrokiusianum är en oleanderväxtart som först beskrevs av Gen-Iti Koidzumi, och fick sitt nu gällande namn av Kitagawa. Vincetoxicum austrokiusianum ingår i släktet tulkörter, och familjen oleanderväxter. Inga underarter finns listade i Catalogue of Life.